# Cortesã

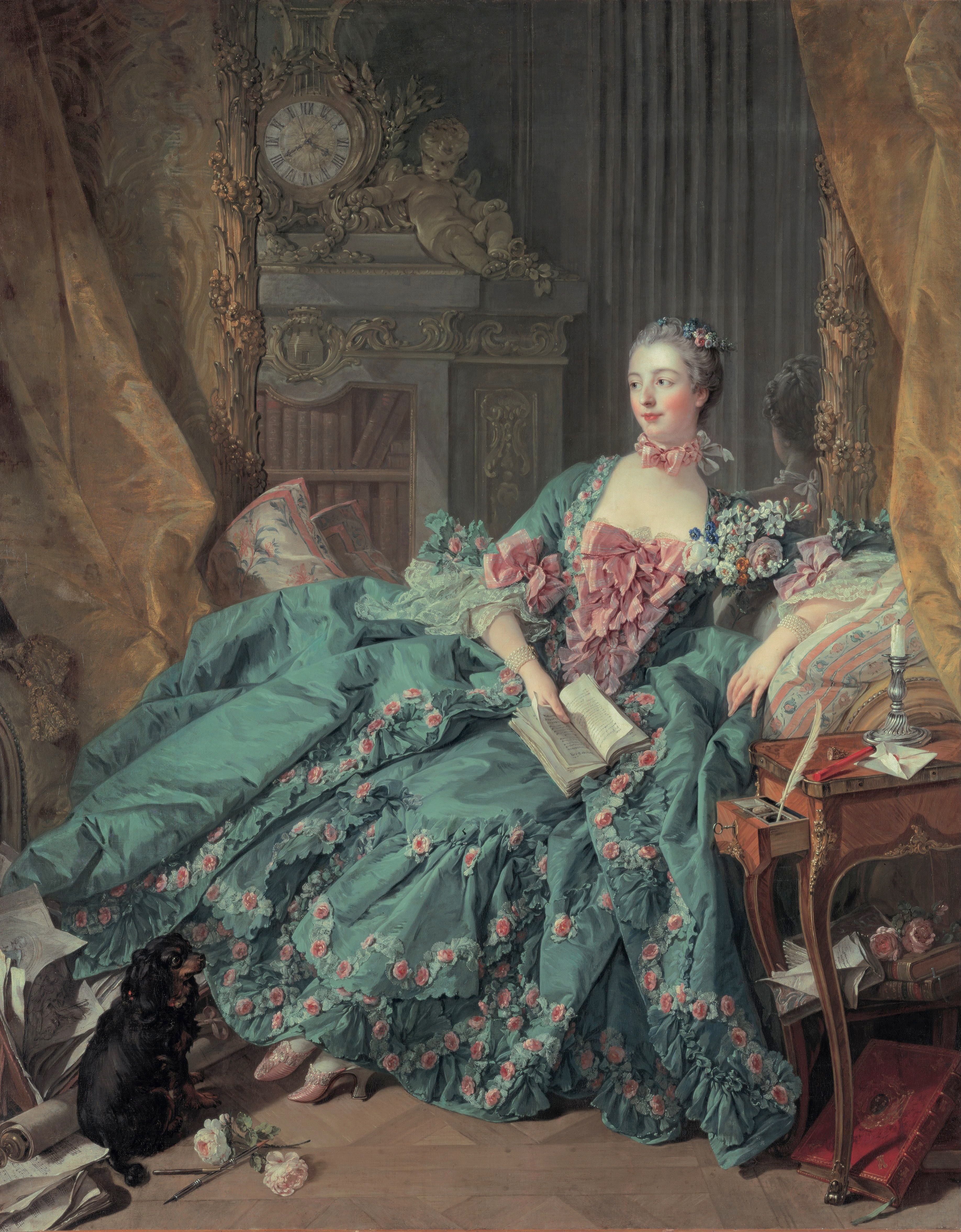
Madame de Pompadour, famosa cortesã e amante de Luís XV de França.

Cortesã, conforme os usos do século XVI, era termo utilizado para referir-se às amantes que se associavam aos ricos e poderosos nobres que as proviam de luxo e bem-estar, assim como status junto à corte, em troca de sua companhia e seus favores. A própria palavra cortesã está indissoluvelmente associada à palavra corte, como sinônimo dos nobres que podiam ter contato direto com a realeza.[carece de fontes?]
Durante o período da Renascença Europeia, as cortesãs desempenharam papel importante nas classes  mais altas, muitas vezes substituindo a esposa legítima em eventos sociais. Era relativamente comum, naquela época, que maridos e esposas nobres vivessem separadamente, mantendo o casamento apenas por questões de linhagem sanguínea e preservação de alianças políticas, e que os maridos procurassem a companhia agradável e satisfação sexual nas cortesãs.